# Dekanat Sił Powietrznych Północ
Dekanat Sił Powietrznych Północ – dawny dekanat Ordynariatu Polowego Wojska Polskiego. Z dniem 27 czerwca 2011 roku został zlikwidowany dekretem biskupa Józefa Guzdka z dnia 6 czerwca 2011 roku. Parafie wchodzące w skład zniesionego dekanatu  zostały włączone do Dekanatu Sił Powietrznych.

## Parafie
W skład dekanatu wchodziło 7 parafii:
- parafia wojskowa św. Kazimierza Krolewicza – Biała Podlaska
- parafia wojskowa św. Zygmunta – Jarocin
- parafia cywilno-wojskowa Podwyższenia Krzyża Świętego – Poznań
- parafia wojskowa Matki Odkupiciela – Skwierzyna
- parafia wojskowa św. Jana z Dukli – Śrem
- parafia wojskowa Wniebowstąpienia Pańskiego – Świdwin
- parafia wojskowa św. Katarzyny – Toruń